# Mortal Kombat (jeu vidéo, 2011)
Pour les articles homonymes, voir Mortal Kombat (homonymie).
Mortal Kombat (nommé aussi Mortal Kombat 9 ou MK9) est un jeu vidéo de combat 2D développé par NetherRealm Studios, studio de développement anciennement connu sous le nom Midway Games Chicago. Le moteur de jeu est une version mise à jour de l'Unreal Engine 3. Le jeu est sorti le 19 avril 2011 sur PS3 et Xbox 360 puis sur PlayStation Vita le 3 mai 2012 en France (1er mai en Amérique du Nord).
Premier opus de la série Mortal Kombat à être développé depuis le rachat de la licence par la Warner Bros., Mortal Kombat reprend le système de combat 2D de ses premières heures tout en proposant des graphismes 3D haute définition.

## Antériorité
En août 1992 sort en salle d'arcade un jeu vidéo de combat nommé Mortal Kombat. Première chose remarquable à cette époque : le jeu utilise de vraies séquences filmées d'acteurs pour le design des personnages, rompant directement avec les graphismes habituels d'un jeu vidéo. Ceci apportant plus de réalisme, Midway, l'entreprise américaine de développement, ne s'arrêta pas là en apportant une ambiance trash et sanguinaire à leur soft. Le succès fut au rendez-vous et il en résulta plusieurs suites, Mortal Kombat II, Mortal Kombat 3 et ses opus améliorés.

## Histoire

### Prologue
L'histoire commence avec les conséquences de Mortal Kombat: Armageddon, où presque tous les Kombattants ont été tués. Seuls deux Kombattants ont survécu : Raiden, le Dieu de la Foudre et Shao Kahn, l'Empereur de l'Outre-Monde. Kahn a vu ses pouvoirs augmentés en tuant Blaze, et est actuellement engagé dans un Kombat avec Raiden, où il gagne facilement et se moque du Dieu de la Foudre, détruisant ainsi son Amulette. Réalisant que le Kombat est perdu, Raiden rassemble quelques morceaux brisés de son Amulette et envoie un message crypté à son lui du Passé, comprenant les mots "Il doit gagner", quelques instants avant que Shao Kahn ne lui assène un coup fatal.

### Chapter 1 - Johnny Cage
Le message de Raiden, accompagné d'une série d'images mentales, remonte dans le Temps jusqu'aux événements du premier Tournoi de Mortal Kombat couvert dans la série, qui s'est tenue sur l'Île de Shang Tsung. Le Raiden du Passé ressent non-seulement ces visions, mais remarque également une fissure sur son Amulette. Il ne veut pas y penser immédiatement, car le Tournoi commence.
Shang Tsung apparaît avec ses moines pour saluer les Kombattants et les accueillir au Tournoi où il se présente également comme le dernier défi. Johnny Cage, après avoir insulté Shang Tsung dans son dos, est appelé à affronter Reptile. Johnny gagne et Shang Tsung appelle son prochain adversaire, Baraka. Johnny l'emporte contre Baraka également et reçoit l'ordre de l'"achever", mais ne s'y conforme pas. Immédiatement après, Johnny est félicité pour ses victoires par Raiden, qui, avec Liu Kang, l'avertit que la Terre est en grave danger. Cependant, il ne prend pas leurs avertissements au sérieux et choisit plutôt de demander à Sonya Blade de sortir avec lui.
La scène se termine alors sur un pont au-dessus de la Fosse, où Johnny tente de séduire Sonya, ce qui la contrarie beaucoup. Elle finit par en avoir marre, menant à une bagarre entre eux. Johnny gagne, mais Kano apparaît derrière lui et le jette par-dessus le pont, le déplaçant pour achever une Sonya affaiblie. Cependant, Johnny parvient à remonter sur le pont et à vaincre Kano. Sonya le remercie et révèle qui est Kano.

### Chapter 2 - Sonya Blade
Sonya révèle ensuite qu'elle cherche son supérieur, Jackson "Jax" Briggs, qui est retenu prisonnier quelque part sur l'Île. Elle laisse Johnny pour poursuivre ses recherches et trouve Jax enfermé dans une cellule de la prison de l'Antre de Goro. Alors qu'elle tente de libérer Jax, Shang Tsung arrive et dit à Sonya qu'il l'attendait. Elle essaie de lui dire qu'elle ne veut pas faire partie de ses plans et exige qu'il libère Jax, ce à quoi Shang répond que Sonya est vraiment une Kombattante et qu'elle affrontera Sub-Zero.
Après que Sonya a vaincu l'assassin Lin Kuei, Raiden apparaît et reçoit une autre vision, cette fois-ci de Liu Kang battant Shang Tsung. Croyant que cela signifie quelque chose, Raiden tente d'empêcher Sonya d'attaquer Shang, mais le lieutenant des Forces Spéciales l'attaque à la place. Après avoir ordonné à Sonya de se "protéger les yeux", Raiden l’aide à libérer Jax en créant un éclair de lumière aveuglant. Alors que Sonya et Jax s'enfuient, Kitana et Jade leur font face, mais Sonya parvient à les vaincre. Un hélicoptère arrive peu de temps après, seulement pour se faire exploser par une boule de feu de Shang Tsung.
Sonya se tourne vers Shang Tsung, qui lui révèle que Kano la défie au Kombat. Kano se moque de Sonya pour ne pas avoir Johnny ou Jax pour la protéger. Sonya, cependant, bat Kano et tente de le mettre en détention, mais Shang Tsung intervient. Kano part ensuite avec le sorcier, Kitana et Jade. Raiden, Liu Kang et Johnny se présentent alors que le Dieu de la Foudre utilise sa magie pour soigner Jax blessé. Raiden raconte au groupe qu'il a eu des visions du Futur, à propos de l'Armageddon, et pense qu'ils doivent unir leurs forces pour éviter cette tragédie, en commençant par gagner le Tournoi. Sonya, Johnny et Jax acceptent tous de travailler avec Raiden et Liu Kang.

### Chapter 3 - Scorpion
Le lendemain, le Revenant Scorpion est convoqué du Nether pour se battre dans le Tournoi. Il exprime le désir de se venger de Sub-Zero. Raiden, sachant que Kung Lao est déguisé en garde masquée se tenant à ses côtés, tente de le raisonner. Kung Lao, désireux de prouver qu'il vaut autant que Liu Kang, accepte le défi contre Scorpion, mais perd. Après avoir humilié Kung Lao au Kombat, Scorpion réclame à nouveau un combat contre Sub-Zero, pour être ensuite contesté par Nightwolf. Le Chaman dit à Scorpion que son agressivité est déplacée et qu'il devrait rechercher d'autres moyens de trouver la Paix que la Vengeance. Scorpion, cependant, accuse simplement Nightwolf de déshonorer les siens et le bat. Après le Kombat, Raiden, ayant perçu une vision de Sub-Zero, tué par Scorpion, puis ressuscité en tant que Noob Saibot, parle à Scorpion pour le convaincre d'épargner la vie de Sub-Zero, et promet qu'à cette condition, il demanderait aux Dieux Anciens de ressusciter les Shirai Ryu. Scorpion accepte à contrecœur cet accord.
Le lendemain, Scorpion s'approche des assassins Lin Kuei, Cyrax et Sektor, qui le narguent rapidement, ainsi que les Shirai Ryu, conduisant à un Kombat à deux contre un, officialisé par Shang Tsung. Scorpion les bat tous les deux, puis Sub-Zero arrive et raille Scorpion, qui réagit en le traînant dans le Nether où ils se livrent au Kombat. Sub-Zero est vaincu, mais Scorpion honore son accord avec Raiden et épargne sa vie. Quan Chi, cependant, lui montre des images de la destruction des Shirai Ryu par les Lin Kuei, notamment l'assassinat de sa femme et de son fils par Sub-Zero. Sub-Zero implore la pitié de Scorpion et lui dit que les visions sont fausses, mais Scorpion enlève son masque dans un accès de rage et tue Sub-Zero.

### Chapter 4 - Cyrax
Un Scorpion désemparé revient plus tard avec le crâne et la colonne vertébrale carbonisés de Sub-Zero et s'en va peu de temps après. Raiden parle ensuite à Cyrax, l’ancien ami de Sub-Zero, qui promet de faire payer Scorpion. Au cours de la discussion, Raiden interroge Cyrax à propos de la Cyber-Initiative et également de la participation de Lin Kuei au Tournoi. Malheureusement, cette conversation a conduit plus tard Cyrax à se faire prendre en embuscade par Sheeva et Baraka, qui ont été envoyés pour le tuer par Shang Tsung. Cependant, Cyrax sort victorieux des deux Combattants.
Cyrax confronte Shang Tsung alors qu’il discute avec Sektor. Shang Tsung reproche à Cyrax d'avoir compromis son plan en parlant à Raiden. Sektor explique néanmoins que Cyrax poursuivra sa mission, qui consiste à tuer Johnny. Immédiatement après, Cyrax défait Johnny, mais décide d'épargner sa vie, le conduisant à se rebeller contre les Lin Kuei. Sektor le confronte à cause de sa désobéissance, affirmant que la Cyber-Inititiave éliminerait toute insubordination. Irrité, Cyrax Kombat Sektor, le défait par la même occasion et déclare qu'il en a terminé avec les Lin Kuei.

### Chapter 5 - Liu Kang
Liu Kang apparaît comme le seul Kombattant de la Terre à n'avoir subi aucune défaite durant le tournoi. Shang Tsung présente Ermac comme la dernière création de Shao Kahn et lui demande de se battre contre Liu Kang, avant d'être vaincu par lui. En regardant le Kombat, Kitana dit à Shang Tsung qu'elle s'assurera que Liu Kang n'arriva pas jusqu'au dernier défi. Alors qu'ils s'entraînent pour le prochain Kombat dans les Jardins de Shang Tsung, Liu Kang et Raiden discutent davantage des visions de Dieu de la Foudre, en particulier de la phrase "Il doit gagner". Croyant que c'est Liu Kang qui doit gagner, Raiden l'encourage encore. Plus tard, Liu Kang est pris en embuscade par Kitana, mais parvient à la vaincre. Quand Kitana lui demande de la tuer, Liu Kang l'épargne. Au lieu de cela, il fait remarquer qu'il n'y avait vraiment rien d'officiel dans leur Kombat et exprime son désir de la revoir dans des circonstances plus favorables.
Liu Kang se bat ensuite contre ses prochains adversaires : Scorpion et Quan Chi, en les battant tous les deux. Il est ensuite envoyé dans l'Antre de Goro pour défier le champion en titre, Goro lui-même. Après un long Kombat, Liu Kang défait le prince Shokan. Avec cette victoire, Liu Kang affronte son dernier adversaire : Shang Tsung lui-même. Comme Raiden l'avait prévu, Liu Kang l'emporte sur Shang Tsung, qui choisit d'abandonner, laissant la victoire à la Terre. Les Kombattants de l'Outre-Monde, ainsi que Kano, partent par un portail. Kitana jeta un dernier coup d’œil attentif avant de partir. Raiden et les autres Kombattants de la Terre félicitent Liu Kang pour sa victoire, mais à la surprise de Raiden, une deuxième fissure apparait sur son Amulette.
De retour dans l'Outre-Monde, Shang Tsung est présenté à Shao Kahn qui, dans sa colère, ordonne à Kitana de le tuer. Afin de se préserver de l'exécution, Shang Tsung propose rapidement la possibilité de "changer" les règles du Mortal Kombat.
Liu Kang est présenté à la cérémonie en tant que nouveau champion du Tournoi de Mortal Kombat, en présence de Kung Lao, Johnny, Sonya et Jax. Lors de la célébration, Jax prend un cigare de la victoire tandis que Raiden ne comprend pas pourquoi son amulette est plus abimée qu'avant. Raiden remarque alors un Shang Tsung revivifié, qui lui fait une offre de la part de Shao Kahn : il propose de remplacer le système initial de dix Tournois par un système de Tournoi unique, et indique à Raiden si la Terre triomphait, Shao Kahn devrait y renoncer à jamais, mais qu'en cas de défaite, la Terre ferait définitivement partie de l'Outre-Monde.

### Chapter 6 - Jax
Raiden rejette l'offre, ce qui entraîne l'invasion de l'Académie Wu Shi par une armée de Tarkatans. Dans le chaos, Sonya et les Maîtres Shaolin sont kidnappés et amenés dans l'Outre-Monde. Raiden reçoit une autre vision, montrant Liu Kang remportant le nouveau Tournoi. Il décide d'accepter le défi, mais conclut qu'il doit changer le résultat de ce Tournoi, la victoire de Liu Kang sur Shang Tsung n'ayant fait qu'empirer les choses.
Raiden dit à Liu Kang et Kung Lao de s'occuper de leurs Maîtres pendant que lui, Jax et Johnny se rendent dans la Salle du Trône de Shao Kahn pour assister au Tournoi. Jax fait un pas en avant pour trouver Sonya, mais Shang Tsung déclare que c'est Jax qui se porte volontaire pour le premier Kombat, qui voit la victoire de Jax contre Baraka, mais la suite du Tournoi est brièvement interrompue après que Reptile ait informé Shang Tsung de certaines "affaires urgentes".
Raiden se téléporte lui-même et les autres guerriers de la Terre à l'Armurerie après qu'une des visions de Raiden révèle que Sonya devait être exécutée. Johnny interroge Jax sur sa relation avec elle. Jax déclare qu'il n'est rien d'autre que son supérieur. Jax est de plus en plus agacé par les questions de Johnny et ils se lancent dans une bagarre, qui est terminée par Raiden. Jade apparaît et demande aux trois Kombattants de quitter l'Armurerie. Cependant, Jax défait Jade. Après avoir rendu Jade inconsciente, Johnny et Jax se réconcilient et les trois Kombattants poursuivent leur quête pour retrouver Sonya.
Ils finissent par trouver Sonya attachée à un pieu près du Bassin d'Acide, gardée par Sheeva et quelques bourreaux. Après avoir tué un par un quelques-uns de bourreaux qui l'avait attaqué, Jax défait Sheeva pendant que Johnny et Raiden s'occupent des bourreaux restants. Il libère ensuite Sonya qui relève sur son communicateur deux séries de signaux high-tech au niveau des Friches. Comme Outre-Monde ne possède pas de Technologie véritable, Raiden conclut que cela pourrait leur être utiles, et part avec Johnny pour examiner l’un des signaux alors que Sonya et Jax s’occupent de l’autre.

### Chapter 7 - Smoke
Ces deux séries de signaux les conduisent aux guerriers Lin Kuei Smoke et Tundra, le frère cadet de Sub-Zero, qui décide de reprendre le nom de code de son frère aîné. On sait qu'ils se sont échappés du Temple des Lin Kuei et cherchent des informations sur la mort du Sub-Zero originel. Les deux se séparent et Smoke est abordé par Kitana, qui lui ordonne de quitter Outre-Monde. Smoke répond en la prenant pour une simple servante de Shao Kahn, puis la défait.
Il se rend ensuite dans la Forêt Vivante, où Kano vend des armes perfectionnées à Shang Tsung. Smoke affronte Shang Tsung et demande ce qui est arrivé au Sub-Zero originel. Kano se porte volontaire pour tuer Smoke, mais est rapidement vaincu. Smoke confronte à nouveau Shang Tsung. En réponse, Shang Tsung se transforme en Sub-Zero, avec Reptile l'ayant rejoint. Smoke les soumet tous les deux, mais est pris vite au piège par Sektor, qui est maintenant le Cyborg LK-9T9. Il tente de ramener Smoke dans le Temple de Lin Kuei afin qu'il subisse la Cyber-Initiative. Smoke parvient à tenir tête à Sektor, déclarant qu'il ne se soumettra jamais à la Cyber-Initiative. Cependant, un groupe de cinq Cyber-Lin Kuei se présente pour le capturer de force. Raiden, qui a eu une vision de la transformation de Smoke en Cyborg LK-7T2, intervient et achève rapidement les Cyborgs. Smoke, reconnaissant, accepte de les Kombattants de la Terre dans leur quête, exprimant ses craintes que le jeune Sub-Zero ne soit également en danger.

### Chapter 8 - Sub-Zero
La scène se passe à la Chambre des Âmes, où l'on voit Sub-Zero exercer ses pouvoirs de congélation. Soudain, il est pris dans une embuscade par Cyrax, devenu le Cyborg LK-4D4, mais parvient à le vaincre au moment où Jax et Sonya arrivent. Le croyant au départ comme étant le Sub-Zero originel, ils expliquent finalement sa mort aux mains de Scorpion. Les trois Kombattants rencontrent ensuite Ermac et, lors de la confrontation qui en résulte, Jax se fait arracher les deux bras par la Télékinésie d'Ermac. Sub-Zero s'engage ensuite dans un Kombat contre Ermac tandis que Sonya tente de soigner Jax. Après sa victoire, Sub-Zero indique à Sonya et à Jax un moyen de se frayer un chemin vers la Terre tandis qu’il se rend au Kolisée de Shao Kahn dans l’espoir de se venger de Scorpion.
Sub-Zero arrive finalement au Kolisée et exige de faire face à Scorpion, mais Reptile intervient. Gagnant face à Reptile, Sub-Zero demande une nouvelle fois que Scorpion soit son prochain adversaire, ce que Shao Kahn accepte. Quan Chi appelle Scorpion du Nether et le Kombat commence. Sub-Zero gagne, mais avant de pouvoir achever Scorpion, il est pris dans une embuscade par les Cyber-Lin Kuei, qui propose leur force et leur fidélité à Shao Kahn en échange de Sub-Zero. Sub-Zero disparaît avec les Cyborgs.

### Chapter 9 - Kitana
Kitana ayant auparavant reçu l'ordre d'intercepter Smoke et Sub-Zero, Shao Kahn réprimande sa fille pour avoir manqué à son devoir. Lorsqu'elle s'en va, les Kombattants de la Terre la suivent. Après s'être disputé avec Jade, Kitana est confronté à Raiden et ses alliés. Déterminée à se racheter auprès de son père, Kitana défait Smoke et Johnny. Avant qu'elle ne puisse les achever, Raiden arrête Kitana et s'entretient avec elle pour l'aider à comprendre sa vraie nature, discutant de sa mère décédée, la Reine Sindel.
À cette fin, il l'encourage à se rendre dans les Mines de Chair de Shang Tsung, un lieu dans lequel elle n'est pas autorisée à se rendre. Alors que Kitana traverse la Forêt Vivante en direction des Mines de Chair, Jade se révèle et demande à Kitana de faire demi-tour par ordre de Shao Kahn. Kitana refuse et la Kombat, l'assommant avant de passer à autre chose.
Lorsque Kitana arrive enfin aux Mines de Chair, elle découvre une série de clones conçus à partir de plusieurs espèces, notamment du sang Tarkatan. L'un de ces clones, qui ressemble presque totalement à Kitana, se réveille, et va jusqu'à l'appeler "sa sœur". D'abord effrayée, puis enragée, Kitana attaque la créature. Shang Tsung confronte ensuite Kitana et lui dit qu'il a fabriqué ces clones dans le but de la "perfectionner". Irritée, elle Kombat Shang Tsung, le défait et le traîne jusqu'à la Salle du Trône de Shao Kahn pour qu'il soit jugé.
Cependant, Shao Kahn non seulement félicite Shang Tsung, mais révèle à Kitana qu'il n'est pas son père biologique. Au lieu de cela, elle est la fille de l'ancien Roi Jerrod d'Édenia dont le royaume a été conquis par Shao Kahn il y a environ 10 000 ans, pour ensuite le tuer, épouser Sindel et adopter Kitana dans la foulée. Il ordonne ensuite à ses Tarkatans d'amener Kitana à la Tour pour qu'elle soit préparée à être exécutée, tout en demandant que sa nouvelle fille, baptisée "Mileena", lui soit présentée. Jade, entendant les aveux de Shao Kahn, décide de se racheter auprès de Kitana en la libérer.

### Chapter 10 - Jade
À l'Armurerie, Baraka reproche à un de ses camarades Tarkatan de faire preuve de négligence avec une des armes de Kano et de lui rappeler qu'elles appartiennent à Shang Tsung. Sur le chemin de la Tour, Jade fait irruption et demande à Baraka de la laisser passer pour pouvoir libérer Kitana. Baraka refuse et la défie au Kombat, où il est vaincu. Une fois arrivée à la Tour, Sheeva lui fait face et tente de l'empêcher de libérer Kitana.
Avant que Kitana ne puisse être libéré, ils entendent Baraka et Mileena s'approcher et Kitana invite Jade à partir demander de l'aide à Raiden. Sur son chemin, Jade est coincée par Mileena et obligée de la Kombattre. Jade est ensuite approché par Raiden, Johhny, Kung Lao, Liu Kang et Smoke. Malheureusement, Smoke confond bêtement le corps inconscient de Mileena avec celui de Kitana et, malgré les avertissements de Raiden, attaque aveuglément Jade avec colère. Une fois que leur brève bagarre est terminée, Jade informe les Kombattants de la Terre de l'exécution imminente de Kitana, et Liu Kang et Kung Lao sont envoyés à sa rescousse.

### Chapter 11 - Kung Lao
À la Tour, Liu Kang et Kung Lao sont pris en embuscade par Sheeva et Noob Saibot. Cependant, dès que Kung Lao bat Noob, Goro s'approche pour se venger de Liu Kang. Kung Lao défait Goro au Kombat. Kang et Lao interrogent Goro, qui leur dit que Kitana est détenue au Kolisée où elle doit être exécutée. Avec cette information, ils se rendent au Kolisée.
En arrivant, ils constatent que les choses vont mal pour les Kombattants de la Terre. Smoke et Johnny Cage sont vaincus et Sonya et Jax ont quitté l'Outre-Monde. Shao Kahn défie Raiden d'envoyer un champion digne de ce nom, mais Liu Kang, estimant qu'il n'est pas "celui qui doit gagner", refuse de participer et part libérer Kitana à la place. Raiden choisit Kung Lao à sa place. Kung Lao réussit à vaincre Shang Tsung et Quan Chi dans un Kombat en deux contre un. Kintaro se rend ensuite sur le champ de bataille, mais Kung Lao le bat également. Célébrant sa victoire, Kung Lao est ensuite inconsciemment tué par Shao Kahn en lui brise le cou par derrière. Liu Kang, enragé, ayant déjà libéré Kitana, défie Shao Kahn au Kombat et le met en échec en lui enfonçant son poing dans la poitrine, le tuant apparemment. Liu Kang est déclaré vainqueur du Tournoi et, alors que lui et Kitana pleurent Kung Lao, Raiden conclut que Liu Kang était bel et bien "celui qui devait gagner", mais que cela devait se faire contre Shao Kahn et non Shang Tsung. Malgré cela, une troisième fissure apparait sur l'Amulette de Raiden.
De retour dans la Salle du Trône de Shao Kahn, les Kombattants de l'Outre-Monde discutent pour savoir qui devrait le remplacer. Avec l'aide de la sorcellerie de Quan Chi, cependant, Shao Kahn survit à ses blessures. Quan Chi lui fait également une nouvelle proposition : envahir directement la Terre. Cela en soi était impossible en raison des charmes que l'ancienne Reine d'Edenia, Sindel, avait placés sur la Terre lorsqu'elle s'est suicidée. Quan Chi est en mesure de surmonter ce problème en la ressuscitant, en profitant également pour la plonger pleinement sous l'emprise de Shao Kahn. Avec les protections brisées, l'Outre-Monde commence une invasion à grande échelle de la Terre, submergeant ses forces militaires conventionnelles.

### Chapter 12 - Stryker
Lors de l'invasion, les officiers de police Kurtis Stryker et Kabal font partie de ceux qui livrent une bataille perdue contre les forces de l'Outre-Monde. Reptile les attaque sur un toit de New York City, mais Stryker parvient à le Kombattre. Les deux policiers se rendent dans une Rue, où ils rencontrent et défont Mileena. Stryker et Kabal assistent ensuite à une bagarre opposant Johnny à Motaro, interrompue par Raiden, qui tue Motaro pour sauver Johnny de la Mort. Kintaro apparaît alors et brûle gravement Kabal en crachant du feu. Après que Stryker ait vaincu Kintaro, Ermac apparaît et utilise ses pouvoirs pour jeter Stryker dans un métro à proximité. Stryker défait Ermac et accepte à contrecoeur de rejoindre Raiden et les autres Kombattants de la Terre après que Nightwolf l'ait trouvé et informé de la situation. Lorsqu'ils retournent à l'endroit où se trouvait Kabal, ce dernier semble avoir disparu.

### Chapter 13 - Kabal
La scène est proche du point de vue de Kabal, qui se réveille dans le Outre-Monde, où Kano l'a réanimé en utilisant la magie de Shang Tsung et un respirateur qu'il a lui-même créé. Kano lui dit qu'avec ses nouvelles mises à niveau, Kabal pourra à nouveau servir le Dragon Noir. Il avoue également avoir vendu des armes à Shang Tsung, conduisant Kabal à blâmer Kano pour l'attaque de l'Outre-Monde sur la Terre. Kabal insiste en outre sur le fait qu'il a renoncé au Crime et, après avoir vaincu Kano au Kombat, exige que Kano l'emmène à Shao Kahn. Là, ils voient Shao Kahn promouvoir Kahnum Sindel au rang de général de son armée après la mort de Motaro alors qu'elle se porte volontaire pour le poste.
Shao Kahn draine Shang Tsung de toutes ses âmes, le tuant ainsi, et les dirige vers Sindel afin de lui donner plus de pouvoir. Kabal assomme Kano avec la poignée de son couteau et tente de s'attaquer à Shao Kahn. Cependant, il est repéré et contesté par Mileena et Noob Saibot. Après avoir vaincu Mileena et Noob, Kabal s’échappe par un portail qui mène à la Terre, où il rencontre un Sub-Zero désormais devenu le Cyborg LK-52O. Kabal défait Sub-Zero et lui fait même perdre connaissance. Par la suite, Sheeva apparaît et confond Kabal avec un Cyber Lin Kuei renégat. Elle l'attaque mais est vaincue. Ensuite, Raiden arrive pour inviter Kabal à rejoindre les autres Kombattants de la Terre, réfugiés dans une Cathédrale.

### Chapter 14 - Cyber Sub-Zero
Sur l'insistance de Smoke, Cyber Sub-Zero est présenté aux Kombattants de la Terre, après quoi Jax rétablit son humanité en le reprogrammant. Sub-Zero se réveille et exprime sa culpabilité pour ce qu'il a involontairement fait pour Shao Kahn. Stryker suggère à Sub-Zero de retourner incognito dans l'Outre-Monde, ce à quoi Sub-Zero est d'accord.
Sektor, cependant, remarque que Sub-Zero a été reprogrammé et le ramène sur Terre. Découvert, Sub-Zero attaque Sektor, initiant un duel entre eux. Après avoir maîtrisé Sektor, Sub-Zero fouille dans sa base de données et apprend que Kano, Goro et Kintaro ont capturé des soldats dans un clocher et s'en va mener l'enquête. Là, toujours sous couverture, il congèle Kano, Goro et Kintaro, puis aide les soldats à s'échapper en brisant leur chaîne. Cependant, Goro et Kintaro se libèrent de la glace de Sub-Zero, l'obligeant à les assommer. Cependant, les soldats sont renvoyés dans la pièce par Ermac, face à qui Sub-Zero gagne la deuxième fois, libérant ainsi les soldats.
Les soldats informent Sub-Zero qu'ils doivent être emmenés au Cimetière de Saint-Dominique et il s'y rend. Il découvre ensuite que Quan Chi prépare un Soulnado pour Shao Kahn. Sub-Zero est bientôt confronté à Noob Saibot, qui lui révèle qu'il est en réalité son défunt frère, le Sub-Zero originel, ressuscité par Quan Chi, mais accepte rapidement de renoncer à tous ses liens familiaux antérieurs. Sub-Zero parvient à vaincre son frère, mais ne peut empêcher Quan Chi d'achever son sort.

### Chapter 15 - Nightwolf
Nightwolf arrive pour aider, vainc Quan Chi, et assomme Noob dans le Soulnado, le tuant apparemment dans le processus et brisant également le sortilège de Quan Chi. Nightwolf retourne à la Cathédrale et informe les autres que les âmes de la Terre étaient maintenant en sécurité. À la frustration de Raiden, son Amulette est marquée de deux nouvelles fissures. En réponse, lui et Liu Kang décident de faire appel aux Dieux Anciens. À leur départ, cependant, le reste des Kombattants de la Terre est pris en embuscade par les Cyber-Lin Kuei. Là-bas, Nightwolf bat Cyrax dans un Kombat et va aider Smoke, qui est vaincu par Sektor.
Après avoir vaincu les Cyber-Lin Kuei avec une relative aisance, Kitana sent que sa mère arrive. Kahnum Sindel apparaît soudainement, déclarant qu'elle va finir ce que le "travail inachevé" des Lin Kuei. Nightwolf demande à son équipe d'attaquer Sindel, mais ils sont habilement submergés par cette dernière. Elle tue à elle seule Kabal, Stryker, Sub-Zero, Jax, Smoke et Jade, et blesse sévèrement Nightwolf, Johnny, Sonya et Kitana. Avant que Sindel ne puisse achever sa propre fille, Nightwolf la défie en duel. Nightwolf en sort victorieux, mais sa victoire est de courte durée, car Sindel se relève rapidement.
Pendant ce temps, Raiden et Liu Kang tentent de convaincre les Dieux Anciens d'intervenir, mais ces derniers en sont incapables, affirmant que Shao Kahn n'avait enfreint aucune règle du Mortal Kombat et que l'invasion en elle-même de la Terre n'avait rien d'une transgression. N'ayant obtenu aucun résultat, Raiden et Liu Kang retournent sur Terre juste à temps pour voir Nightwolf se sacrifier pour achever Sindel. Sonya et Johnny parviennent à reprendre connaissance, mais Kitana succombe à ses blessures et meurt dans les bras de Liu Kang.

### Chapter 16 - Raiden
Raiden, maintenant désespéré, décide de former une alliance avec Quan Chi, mais est contraint d'y aller seul après que Liu Kang, endeuillé et désillusionné par Raiden, ait refusé de le suivre, allant même jusqu'à croire que le Dieu de la Foudre est devenu fou. Alors que Liu Kang s'occupe de Johnny et Sonya, Raiden se rend dans le Nether et, après avoir Kombattu Scorpion, confronte Quan Chi et lui propose les âmes de tous les Kombattants de la Terre morts depuis le début du conflit, y compris la sienne, en échange de sa coopération. Cependant, Raiden se rend vite compte que Quan Chi avait déjà obtenu les âmes de tous les Kombattants de la Terre dans le cadre de son alliance avec Shao Kahn, et les envoie contre Raiden. Raiden bat Jax, Stryker, Kabal, Kitana, Nightwolf et Kung Lao.
Après les Kombats, une brève discussion avec Quan Chi fait deviner à Raiden que "Il doit gagner" faisait en réalité référence à Shao Kahn. S'il faisait fusionner la Terre et l'Outre-Monde sans avoir recours au Mortal Kombat, il profanerait la volonté des Dieux Anciens et finirait par être sanctionné. Raiden retourne rapidement sur Terre pour constater que la fusion est presque terminée. Il explique à Liu Kang qu'ils doivent permettre laisser Shao Kahn faire fusionner les Royaumes, mais Liu Kang ne le croit pas et tente d'attaquer prématurément Shao Kahn, forçant Raiden à le Kombattre.
Liu Kang, exaspéré par la "folie" de Raiden, tente de le tuer, mais Raiden riposte, provoquant par inadvertance une réaction en chaîne, électrisant et brûlant Liu Kang en même temps, à la grande horreur de Raiden. Raiden supplie Liu Kang de lui pardonner, mais ce dernier refuse en lui disant "Vous... nous avez tous... tué." avant de succomber à ses blessures. Johnny et Sonya se présentent et tentent de vaincre Shao Kahn ensemble, mais sont rapidement repoussés. Raiden, réalisant qu'il ne pouvait rien faire de plus pour arrêter Shao Kahn, feint de reconnaître sa défaite. Shao Kahn bat Raiden pour qu'il se soumette de la même manière que son futur-lui, mais avant qu'il ne puisse porter le coup fatal, les Dieux Anciens prennent possession du corps de Raiden. Infusé de leur pouvoir, Raiden se bat et vainc Shao Kahn.

### Épilogue
Les Dieux Anciens attaquent alors Shao Kahn et le détruisent, en guise de punition, pour avoir enfreint les règles du Mortal Kombat, avant de regagner les Cieux. La Terre est enfin restaurée et les fissures sur l'Amulette de Raiden disparaissent, signalant qu'il est enfin parvenu à empêcher l'Armageddon. Après s'être affligé des suites des énormes pertes qui ont suivi, Raiden décide d'aider à restaurer la Terre et se téléporte lui-même, Johnny, Sonya et le corps de Liu Kang.
Plus tard, il a été révélé que Quan Chi avait agi depuis le début sur les ordres de Shinnok, le Dieu Ancien déchu de la Mort, de la Corruption et des Ténèbres. Avec la Terre et l'Outre-Monde gravement affaiblis et les Kombattants morts de la Terre à son service, Shinnok déclare qu'il sera bientôt libre et que les deux Royaumes lui appartiendraient bientôt, annonçant les événements qui se dérouleraient 25 ans plus tard...

## Personnages
La liste des personnages jouables comprend neuf personnages du premier opus, les huit apparus dans Mortal Kombat II et les huit apparus dans Mortal Kombat 3. Quan Chi apparait dans cet opus en tant que personnage déblocable ainsi qu'un tout nouveau personnage, Cyber Sub-Zero. Enfin le jeu comporte trois personnages non-jouables : Goro et Kintaro, les sous-boss, et Shao Kahn, le boss final. Il y a donc au total 30 personnages.
Kratos est ajouté au casting du jeu dans la version PS3.

Il est possible aussi d'apercevoir d'autres personnages en action issus d'opus plus récents et qui ne sont pas jouables tels que Kenshi, Kira, Li Mei, Daegon, Reiko, Rain, Tanya, Frost, Havik, Motaro (dans le mode histoire) et Shinnok. D'autres personnages ont été disponibles en contenus téléchargeables (voir les contenus téléchargeables).

### Kombattants Principaux
| Nom         | Première Apparition      | Description |
| ----------- | ------------------------ | --- |
| Scorpion    | Mortal Kombat            | Hanzo Hasashi était autrefois membre des Shirai Ryu, un clan de ninjas japonais. Surnommé Scorpion, pour ses compétences de Kombat incroyablement rapides et mortelles, sa vie a été bénie avec un Kombat glorieux, au nom de son Grand Maître. Mais quand lui, sa famille et son Clan ont été brutalement exterminés par Sub-Zero et les Lin Kuei, l'existence de Scorpion est devenue un tourment éternel. Ressuscité par le Nécromancien malveillant Quan Chi, il est entré dans le tournoi de Mortal Kombat pour tuer Sub-Zero et venger la mort de sa famille et de son Clan. |
| Liu Kang    | Mortal Kombat            | Orphelin à un très jeune âge, Liu Kang a été élevé par des Moines Shaolin, qui lui ont enseigné le chemin du guerrier spirituel. Ils ont rapidement reconnu son potentiel, en tant que candidat au tournoi Mortal Kombat et l'ont rigoureusement formé pour cette tâche. Raiden a également compris que Liu Kang était le meilleur espoir de liberté de la Terre et l'a présenté à Bo 'Rai Cho, pour poursuivre son développement. Une fois pleinement formé, Liu Kang a battu tous ses adversaires et a obtenu le grand honneur de représenter la Société du Lotus Blanc, au tournoi de Mortal Kombat. Lui et Raiden ont ensuite entrepris leur voyage fatidique sur l'Île de Shang Tsung pour participer à ce tournoi fatidique.                                                           |
| Sub-Zero    | Mortal Kombat            | Assassin du Clan Lin Kuei, Kuai Liang maîtrise le pouvoir de la glace et du froid. Contrairement à d'autres membres de son Clan, lui et son frère aîné, Bi-Han, ont été enlevés, alors qu'ils étaient enfants par les Lin Kuei et formés aux techniques d'assassinat tout au long de leur vie. Bien que son nom de code soit Tundra, il a maintenant assumé le rôle de Sub-Zero pour honorer son frère, après la mort mystérieuse de Bi-Han. Avec l'aide de son camarade Lin Kuei Smoke, Sub-Zero chasse sans relâche celui qui a tué son frère. |
| Reptile     | Mortal Kombat            | Son Royaume natal, Zaterra a disparu mystérieusement, il y a longtemps. Reptile est le dernier membre survivant connu de son espèce. Il a depuis fait de l'Outre-Monde sa maison. Shao Kahn a utilisé la maîtrise de la furtivité de Reptile pour espionner les traîtres présumés et tuer les ennemis connus de son Royaume. Mais le fait de savoir qu'il est le dernier de son genre ronge Reptile. Il donnerait n'importe quoi, détruirait n'importe qui, si cela ramènerait son Royaume. L'apitoiement sur soi alimente son agressivité, alors qu'il inflige la souffrance et la mort aux autres. |
| Johnny Cage | Mortal Kombat            | Il n'y a pas de plus grande star de cinéma d'arts martiaux que Johnny Cage. Des films tels que "Dragon Fist", "Time Smashers" et "Citizen Cage" ont fait de lui l'un des acteurs les plus payés d'Hollywood. Mais il y a plus à Johnny qu'il ne le sait. Il est un descendant d'un ancien culte méditerranéen qui a élevé des guerriers pour les dieux - des guerriers qui possédaient un pouvoir supérieur à celui des mortels. Cet héritage a fait de Johnny Cage une star. Plus important encore, cela l'aidera dans la bataille à venir. |
| Sonya Blade | Mortal Kombat            | En tant que fille, Sonya a idolâtré son père, un marin américain. Lorsqu'il s'est lancé dans une opération secrète et n'est jamais revenu, elle a juré d'honorer sa mémoire. Elle rejoignit les Marines et se poussa dur, s'élevant rapidement en grade. L'impulsivité de Sonya n'a pas gagné ses nombreux amis, mais ses compétences et sa loyauté ont gagné le respect et l'admiration de tous ceux qui se sont battus à ses côtés. Bien qu'elle n'ait jamais abandonné sa quête pour découvrir la vérité derrière la disparition de son père, elle se rend compte qu'elle pourrait ne jamais le revoir. Maintenant, Sonya se retrouve prise dans le mystérieux tournoi Mortal Kombat. Comme son père, elle aussi pourrait devenir victime de la guerre.                                   |
| Kano        | Mortal Kombat            | Indiscipliné et dangereux, Kano est un voyou à louer. De la vente d'armes au meurtre de sang-froid, sa formation militaire a fait de lui l'homme de choix pour le dragon noir. Mais quand une opération est allée en enfer et que son visage a été horriblement mutilé, la frénésie criminelle de Kano était presque terminée. Toujours survivant, il a utilisé ses relations avec le monde souterrain pour trouver un cybernéticien capable de réparer les dégâts. Kano a été équipé de plusieurs améliorations de haute technologie, notamment son laser oculaire. Avec ces nouvelles armes, le règne de terreur de Kano ne fait que commencer. |
| Shang Tsung | Mortal Kombat            | Sorcier perfide qui consume les âmes de ses victimes, Shang Tsung a accueilli les neuf derniers tournois Mortal Kombat à Earthrealm, empilant les chances en faveur de son maître. Originaire d'Earthrealm, les capacités magiques de Shang Tsung l'ont amené à découvrir le royaume d'Outworld. Là, il est tombé dans la ligue avec son dirigeant, Shao Kahn, et lui a promis sa vie en échange d'un pouvoir accru. Il est maintenant lié à l'empereur par une puissante magie noire. Pendant des siècles, il a soumis les ordres de Shao Kahn. S'il échoue dans sa mission de sécuriser Earthrealm, il subira la colère de l'empereur. |
| Raiden      | Mortal Kombat            | Raiden est le dieu du tonnerre et le protecteur de l'Earthrealm. Sans âge et sage au-delà de toute mesure, il mène les mortels d'Earthrealm dans la bataille sans fin contre les forces des ténèbres. Lorsque Shao Kahn, l'empereur d'Outworld, a menacé de fusionner son royaume avec Earthrealm, un Raiden accablé a imploré les Dieux Anciens de donner à Earthrealm une chance de se battre. C'est ainsi que le tournoi Mortal Kombat a été créé. Pendant des millénaires, Shao Kahn a été tenu à distance, mais neuf pertes consécutives contre Goro ont érodé l'espoir que Earthrealm puisse être sauvé. Déterminé à empêcher Armageddon, Raiden cherche sans relâche à trouver un champion digne de Mortal Kombat.                                                                    |
| Goro        | Mortal Kombat            | Le prince Goro a fait honneur à la race Shokan en servant Shao Kahn. Ses réalisations sanglantes incluent des rébellions écrasées et des provinces conquises. Au cours des 500 dernières années, il a été célébré pour avoir remporté les neuf derniers tournois Mortal Kombat pour Outworld. S'il bat le champion d'Earthrealm cette fois, il deviendra plus que légendaire. Sa victoire est assurée. Il n'y en a aucun dans Earthrealm qui puisse résister à la puissance de Goro. |
| Kung Lao    | Mortal Kombat II         | L'ancêtre de Kung Lao a été vaincu par Goro il y a 500 ans dans le match pivot qui a vu Shang Tsung prendre le contrôle du tournoi Mortal Kombat. Pour lui, ce concours est plus que la liberté d'Earthrealm. Le but de sa vie a été de tuer Goro et de gagner le tournoi, rétablissant ainsi l'honneur de sa famille. Après avoir été vaincu par Liu Kang dans un combat de qualification, il s'est déguisé en un des gardes de Shang Tsung pour être admis. Kung Lao pense qu'il est prêt à relever le défi. Le moment de venger son ancêtre est proche. |
| Kitana      | Mortal Kombat II         | Âgée de plus de 10 000 ans, la princesse Kitana se souvient peu de ses premières années. Sa mère, la reine Sindel, est décédée mystérieusement il y a des siècles à Earthrealm. La plupart de sa vie, elle a fidèlement servi son père, Shao Kahn, dans sa quête sans fin pour conquérir les royaumes. Avec son amie la plus proche, Jade, Kitana applique sa volonté brutale. Mais il y a un sentiment qui la tire ... un sentiment que la vie qu'elle a connue est une tromperie. Pour le moment, Kitana travaille consciencieusement pour assurer la victoire d'Outworld dans ce dernier tournoi Mortal Kombat. Si elle devait baisser sa garde, cependant, elle pourrait découvrir que ses adversaires de Earthrealm peuvent la conduire à des réponses.                                 |
| Jade        | Mortal Kombat II         | Assassin de Shao Kahn, Jade s'est forgé une réputation de guerrier agile et furtif. Sa famille était de la noblesse édénienne et a servi l'empereur une fois qu'il a conquis leur royaume, lui rendant Jade en hommage lorsqu'elle était enfant. Après des années de formation rigoureuse dans l'art du kombat, Shao Kahn lui a décerné le poste de garde du corps à la princesse Kitana. Au fil des siècles, elle et Kitana sont devenues des amis proches, ce qui rend les ordres secrets de Jade de Shao Kahn douloureux à accepter: si la loyauté de Kitana faiblit, Jade doit tuer son amie. |
| Mileena     | Mortal Kombat II         | Shang Tsung a créé de nombreuses créatures abominables dans ses fosses de chair, mais aucune n'est aussi tordue que Mileena. Fusion de chair édénienne et de sang Tarkatan, Mileena est à la fois beauté et bête. Cette dichotomie a rendu son esprit instable; elle est sujette à des accès de folie et de sauvagerie. Bien qu'elle ait l'apparence d'une femme mûre, elle est plus une enfant qu'une adulte - une ardoise vierge conforme à la volonté de Shao Kahn. Dépourvue de conscience ou de remords, Mileena massacrera n'importe qui pour apaiser son père bien-aimé. |
| Noob Saibot | Mortal Kombat II         | Les origines de Noob Saibot sont inconnues, mais il est probablement un revenant: un guerrier déchu ressuscité par le sorcier du royaume des Pays-Bas Quan Chi pour atteindre un objectif sombre. Noob a été chargé d'aider Shao Kahn dans son acquisition d'Earthrealm. Serviteur fidèle et récent ajout à la Confrérie de l'Ombre, il obéira à son maître, Quan Chi, et achèvera sa mission. Mais il attend son heure. Noob Saibot a un objectif sombre qui lui est propre. |
| Smoke       | Mortal Kombat II         | Originaire de Prague, Tomas Vrbada a été recruté par le Lin Kuei pour son impressionnante capacité à échapper à la capture. Capable de se transformer en un nuage de fumée, son talent s'est avéré utile dans d'innombrables missions. Smoke n'a aucun souvenir de son enfance. Sa seule famille est le Lin Kuei, plus précisément le plus jeune Sub-Zero, qui est comme un frère pour lui. Smoke a espéré qu'à travers le Lin Kuei, il découvrira son passé - et l'origine de son pouvoir. |
| Jax         | Mortal Kombat II         | Membre décoré des forces spéciales américaines et redoutable guerrier de combat rapproché, la mission actuelle du major Jackson Briggs est de faire tomber la célèbre organisation criminelle connue sous le nom de Black Dragon. Avec le lieutenant Sonya Blade, il s'est emparé de plusieurs de leurs caches d'armes. Mais lorsqu'un informateur de confiance, Kano, s'est révélé être un membre de haut rang du Black Dragon, Jax a fait de la capture de Kano sa priorité. Kano a pris le dessus sur Jax jusqu'à présent, menant les forces spéciales dans de nombreuses embuscades mortelles. Jax et Sonya ont finalement acculé Kano sur une île inconnue mais ont été maîtrisés par les habitants de l'île. Ils ont maintenant été contraints à un rituel sadique de kombat sanglant. |
| Baraka      | Mortal Kombat II         | Baraka est le plus féroce des Tarkatans, des mutants nomades vicieux des déchets d'Outworld. Comme tous les hommes de Tarkatan, il a rejoint l'armée de Shao Kahn une fois qu'il est devenu majeur et a survécu au brutal Ritual of Blood. Il a gagné le rang de Enforcer après avoir vaincu à lui seul une faction rebelle. Sa loyauté et sa force font de lui un favori de l'empereur; ses lames rétractables ont tué de nombreux ennemis les plus acharnés de Shao Kahn. En tant que kontestant dans le tournoi Mortal Kombat, il assurera la revendication de son empereur sur la Terre. |
| Kintaro     | Mortal Kombat II         | Comme Goro et Sheeva, Kintaro est de la race Shokan à quatre bras. Contrairement à ses camarades aristocratiques, cependant, il est de la lignée Tigrar de la classe inférieure. Comme il est de coutume lors du recrutement de Shokan et Centaure au service de Shao Kahn, l'un de chaque race doit s'affronter dans un kombat sanglant. Kintaro a tué son adversaire et, dans un acte de bravade sans précédent, a hurlé pour plus de sang de Centaure. Les centaures ont sauté furieusement sur le ring jusqu'à leur disparition. Cette sauvagerie a conduit Shao Kahn à nommer Kintaro son garde du corps personnel. |
| Shao Kahn   | Mortal Kombat II         | La soif de pouvoir de l'empereur Shao Kahn n'a d'égal que sa cruauté. Il y a des millénaires, il a renversé Onaga en tant que dirigeant d'Outworld et a conquis de nombreux autres royaumes depuis. Finalement, il tourna son attention vers Earthrealm. Le tournoi Mortal Kombat l'empêche de prendre le royaume par la force, mais si les champions de Shao Kahn remportent 10 tournois consécutifs, Earthrealm sera le sien. Tant que ses champions Shang Tsung et Prince Goro ne le manqueront pas, il sera victorieux. |
| Sindel      | Mortal Kombat 3          | Mère de Kitana, la reine Sindel a été contrainte de se marier avec Shao Kahn lorsqu'il a conquis son royaume d'Edenia. Dans une tentative de contrecarrer les desseins de l'empereur sur Earthrealm, elle s'est sacrifiée. Son suicide a créé une cellule magique l'empêchant d'y mettre les pieds. Mais maintenant, la barrière a été dissoute. Sindel a été ressuscitée, son esprit asservi par Shao Kahn. L'ancien allié d'Earthrealm est devenu une menace mortelle. |
| Nightwolf   | Mortal Kombat 3          | Nightwolf est l'un des rares mortels d'Earthrealm à avoir une forte connexion avec le monde des esprits. Puissant chaman amérindien, il est guidé par les forces empyréennes et communie avec des êtres divins tels que Haokah, connu en Orient sous le nom de Raiden. La dévotion de Nightwolf permet aux Esprits de travailler à travers lui, lui accordant une longue vie contre nature et des armes éthérées pour combattre l'obscurité qui menace le genre mortel. Dans la crise à venir, cependant, ce n'est pas l'arsenal de Nightwolf qui modifiera le destin. Sa foi dans les esprits inspirera ceux qui ont perdu espoir. |
| Cyrax       | Mortal Kombat 3          | Guerrier expérimenté du Botswana, Cyrax s'appuie sur sa capacité de combat naturelle, son chi, pour mener à bien les missions de Lin Kuei. Il est fier de servir, mais lorsque le Grand Maître lance un programme pour convertir le clan en cyborgs, Cyrax résiste. Il est réticent à perdre son humanité, qui, selon lui, est plus efficace que toute augmentation mécanique. Il a envisagé de quitter le clan, craignant que ce ne soit plus une organisation d'assassins honorables. Cyrax sait, cependant, qu'une telle décision signifie la mort aux mains de ses anciens camarades. Personne ne quitte le Lin Kuei. |
| Sektor      | Mortal Kombat 3          | Fils du Grand Maître, il n'a jamais été question que Sektor rejoigne le Lin Kuei. Ce qui plaît au Grand Maître, c'est la mesure dans laquelle son fils savoure la vie d'un assassin. Le clan secret permet à Sektor d'exprimer sa nature plus sombre, en utilisant tous les moyens nécessaires pour accomplir ses tâches. Engagé par Shang Tsung, sa mission actuelle est d'assister au tournoi Mortal Kombat et d'éliminer les concurrents d'Earthrealm avant qu'ils n'aient une chance de concourir. Bien que cette mission mettra son clan en règle avec Shao Kahn, le but ultime de Sektor est de supplanter son père en tant que Grand Maître du Lin Kuei. |
| Stryker     | Mortal Kombat 3          | L'un des meilleurs de New York, Stryker est une équipe du SWAT à lui tout seul. Il a été une fois décoré pour avoir à lui seul contrecarré les terroristes dans le célèbre incident de la tour de Greenberg, et encore une fois pour avoir sauvé des passagers d'un bus de Crosstown en vitesse qui devait exploser. Il n'était cependant pas préparé pour le portail magique qui vomissait des créatures d'un autre royaume - un royaume dont il ignorait même l'existence. Jusqu'à présent, son entraînement au kombat lui a permis de traverser la première vague de créatures. Il faudra plus que des Tarkatans qui lancent des roquettes pour arrêter ce flic inconditionnel. |
| Kabal       | Mortal Kombat 3          | Une fois membre du clan Black Dragon, Kabal a abandonné sa vie de crime et a mis ses talents de combattant à profit. Il a rejoint la police de New York pour combattre l'élément de la pègre qu'il avait autrefois servi. Cette transition a aidé à soulager la douleur des souvenirs sombres. Mais quand New York a été envahi, il a subi une autre transformation - une qui l'affligerait physiquement. Gravement blessé au combat, il est condamné à porter à jamais un système de survie. |
| Sheeva      | Mortal Kombat 3          | Sheeva est membre de la race Shokan à quatre bras. Ses marques révèlent qu'elle est de la lignée royale Draco. Comme tous les Shokan, elle a promis sa vie à Shao Kahn, faisant honneur à sa race en le servant. Lors d'une attaque des rebelles édéniens sur la forteresse de Shao Kahn, Sheeva a farouchement protégé la reine Sindel et l'a empêchée de se faire capturer. Elle a ensuite été nommée garde du corps personnelle de Sindel jusqu'à la mort mystérieuse de la reine à Earthrealm. Sheeva est maintenant le maître geôlier du donjon oppressant de Shao Kahn. |
| Ermac       | Ultimate Mortal Kombat 3 | En guise de punition pour avoir résisté à la revendication de Shao Kahn sur le royaume d'Edenia, les âmes des vaincus ont été arrachées de leurs corps et fusionnées pour former l'être maintenant connu sous le nom d'Ermac. Plié à la volonté de Shao Kahn, Ermac est son principal exécuteur. Les essences de tant d'âmes liées ensemble confèrent à Ermac un immense pouvoir télékinésique - un avantage qui détruira la résistance d'Earthrealm au règne de Shao Kahn. |

### Kombattants Additionnels
| Nom                  | Première Apparition            | Description |
| -------------------- | ------------------------------ | --- |
| Quan Chi             | Mortal Kombat 4                | Le Nether a produit de nombreux êtres vils, mais aucun ne rivalise avec l'Arch-Sorcier Quan Chi. Au lieu des démons du Pays-Bas, il préfère ressusciter les guerriers décédés pour les utiliser dans ses sinistres plans. Le plus important d'entre eux est le ninja scorpion torturé Shirai Ryu, qui est l'assassin personnel de Quan Chi. Quan Chi construit une armée de ces spectres - dont le but n'a pas encore été révélé. Un autre mystère est l'implication du sorcier dans le tournoi Mortal Kombat. Le royaume des Pays-Bas n'a aucun intérêt dans son issue, ce qui conduit certains observateurs à remettre en question sa présence ... |
| Cyber Sub-Zero       | Mortal Kombat (2011)           | Assassin du Clan Lin Kuei, Kuai Liang maîtrise le pouvoir de la glace et du froid. Contrairement à d'autres membres de son Clan, lui et son frère aîné, Bi-Han, ont été enlevés, alors qu'ils étaient enfants par les Lin Kuei et formés aux techniques d'assassinat tout au long de leur vie. Bien que son nom de code soit Tundra, il a maintenant assumé le rôle de Sub-Zero pour honorer son frère, après la mort mystérieuse de Bi-Han. Avec l'aide de son camarade Lin Kuei Smoke, Sub-Zero chasse sans relâche celui qui a tué son frère. |
| Kratos               | God of War                     | La Grèce antique ne connaissait pas plus de guerrier sanguinaire que Kratos, qui fut pendant un temps le dieu de la guerre. Mortel une fois de plus, Kratos s'est retiré de l'affrontement séculaire entre les hommes et les dieux. Mais sa solitude a été brisée quand il a été déchiré par l'espace et le temps. Alors que la folie s'apaisait, Kratos se retrouva dans l'Outworld actuel, à genoux devant Shao Kahn. Pour assurer sa victoire dans Mortal Kombat, l'empereur avait invoqué un ancien rituel, sacrifiant les âmes de son avant-garde pour invoquer et asservir le guerrier le plus puissant de tous les temps. Mais le sort à lui seul ne pouvait pas contenir Kratos, qui retrouva bientôt son libre arbitre. Enragé par l'arrogance de Shao Kahn, Kratos a juré d'arracher la colonne vertébrale du seigneur de guerre de son corps. Le dieu de la guerre était revenu au combat. |
| Rain (DLC)           | Ultimate Mortal Kombat 3       | Réfugié orphelin de la conquête de Shao Kahn, Rain a grandi sous la protection de la Résistance Edenian. Combattant exceptionnel, il gravit rapidement les échelons. Au fur et à mesure que sa réputation grandissait, son arrogance augmentait aussi. Lorsque Rain a demandé la direction des forces de la Résistance, il a été refusé. Furieux, il se retourna contre ses camarades rebelles et les trahit à leur ennemi juré. En paiement de cette trahison, Rain s'est vu promettre sa propre armée par l'empereur Shao Kahn. Le pouvoir serait à lui - quel qu'en soit le prix ... |
| Kenshi (DLC)         | Mortal Kombat: Deadly Alliance | Réfugié orphelin de la conquête de Shao Kahn, Rain gre Pendant des années, l'épéiste Kenshi a parcouru le monde à la recherche de dignes adversaires. Lorsqu'un homme âgé mystérieux nommé Song lui proposa de lui montrer l'emplacement de Sento, une ancienne épée digne de ses capacités, Kenshi succomba à la fierté. Il suivit Song jusqu'à un tombeau où gisait le puits des âmes. Lorsque Kenshi a récupéré l'épée, les esprits des anciens guerriers ont craché, l'aveuglant. Song s'est alors révélé être Shang Tsung. Il a consumé les âmes, laissant Kenshi dans le labyrinthe sombre pour mourir. Mais Sento a appelé Kenshi. Cela le fit sortir du tombeau et révéla son héritage perdu en tant que descendant des guerriers qui y avaient été enterrés. Kenshi a juré de tuer Shang Tsung et de libérer les âmes de ses ancêtres.                                                       |
| Skarlet (DLC)        | Mortal Kombat (2011)           | Shao Kahn a de nombreux guerriers sous ses ordres, mais sa confiance réside uniquement dans les combattants de sa propre création. Le sang de guerrier recueilli sur d'innombrables champs de bataille, fusionné avec la sorcellerie, a produit son exécuteur le plus efficace à ce jour: Skarlet. Expert en pistage, elle s'attaque aux ennemis réputés de l'empire. Pendant le kombat, Skarlet tire sa force du sang de son adversaire, l'absorbant à travers sa peau. Shao Kahn a une nouvelle mission pour ce formidable kombatant: découvrir les véritables intentions de Quan Chi et le tuer s'il complote la trahison de l'empereur. |
| Freddy Krueger (DLC) | Les Griffes de la nuit         | Esprit malveillant du royaume des rêves, Freddy Krueger s'attaque aux âmes des vivants pendant leur sommeil. Lorsque Shao Kahn a commencé à voler les âmes de la Terre - des âmes que Freddy considérait comme les siennes - Freddy a combattu l'empereur dans le royaume des rêves. Mais la volonté de Shao Kahn était trop forte. Il a entraîné Freddy dans le monde réel, où il était mortel, et l'a vaincu. Un Freddy gravement blessé mais déterminé a équipé ses deux mains de gants de rasoir démoniaques. Une fois qu'il aura tué Shao Kahn, il trouvera un moyen de retourner au royaume des rêves, où il tourmentera les âmes d'Earthrealm pour l'éternité. |

## Système de jeu

### Généralités de combat
Le jeu adopte un gameplay (système de jeu) en deux dimensions, c'est-à-dire que le joueur ne peut que se déplacer de gauche à droite dans un espace horizontal restreint, tout en apportant des graphismes haute définition en trois dimensions pour les personnages et les décors. Le système de contrôle à cinq boutons n'a pas changé : deux boutons pour les poings, deux boutons pour les pieds et, autre particularité par rapport aux autres jeux vidéo de combat, un bouton pour la garde. Tout ce système est agrémenté de nouveaux mouvements et de nouvelles fonctionnalités tel que l'attaque X-Ray.

#### Attaques spéciales
L'attaque X-Ray
L'attaque X-Ray (littéralement rayon X) est un nouveau système introduit dans Mortal Kombat version 2011. Pour cela, il faut au préalable que soit remplie une jauge au maximum. Cette attaque spéciale est une séquence cinématique de plusieurs secondes qui se déclenche grâce à une combinaison de boutons. Le nom de cette attaque fait allusion aux rayons X, rayons qui permettent de photographier les os en médecine. En effet, il s'agit de scènes révélant l'effet des coups sur le squelette des victimes de cette attaque (fracture etc). Cette attaque varie selon les personnages.
Les Fatalities
Une Fatality est une des innovations apparues dès le premier opus en 1992 par rapport aux jeux de combat concurrents de cette période et qui fait partie intégrante du système de combat de la série Mortal Kombat. C'est en quelque sorte un coup de grâce, une mise à mort sanglante qui diffère d'un personnage à un autre. Il en existe deux par personnage.

À la fin du combat, le personnage vaincu est comme sonné, debout et proche de tomber raide mort. C'est alors qu'un ordre est donné au vainqueur par ces mots « Finish Him » ou « Finish Her » (littéralement « Achevez-le/la ! »). Le joueur gagnant peut alors, en effectuant une combinaison de boutons, créer une Fatality.
Il existe aussi des Fatalities de stage, c'est-à-dire qu'au lieu d'être propre à un personnage, elle est spécifique à l'arène (ou stage). Par exemple dans l'arène La fosse représentant un pont qui surplombe une fosse remplie de piques : si le joueur vainqueur effectue la manipulation adéquate, il fera tomber son adversaire, avec pour conséquence de déclencher une mini-scène de mise à mort violente.
Dérivé de la Fatality, les Babalities font leur retour dans Mortal Kombat 9. C'est le même principe sauf que le joueur vaincu, au lieu d'être mis à mort, est transformé en bébé.

### Autres modes
Cet opus compte un mode de jeu où le joueur enchaîne différents mini-jeux dans la Tour des défis, allant du combat sous conditions, des tests (Test your might (lit. Teste ta force), où il faut doser la force d'un coup, ou Test your luck (lit. Teste ta chance), qui choisit un adversaire et des conditions de combat au hasard).
Il marque aussi le retour de la Krypte, qui permet de débloquer des costumes alternatifs comme des croquis ou des représentations schématiques des différents mouvements.

## Développement
Historique du développement
Dans une interview de novembre 2008, Ed Boon indiquait réfléchir à une possible suite de Mortal Kombat vs. DC Universe. C'est en janvier 2009 qu'Ed Boon en parle pour la première fois, peu après la sortie du crossover confrontant l'univers des héros comics américains aux combattants de MK, il affirme être déjà au travail.
Le 18 juin 2009, Ed Boon a confirmé sur son compte Twitter que l'équipe de développement enregistrait les captures de mouvements pour le jeu.
Il a déclaré qu'ils allaient revenir aux origines sanglantes, que le jeu se passera de super-héros et qu'ils visaient un public « mature », contrairement aux moins de 18 ans atteint par le jeu antécédent. Il a même précisé qu'il pense peut-être « aller trop loin » et s'est montré préoccupé par le passage à l'évaluation « +18 »,.

Le nom de code du développement du jeu est « Attack of The Dogs » ("l'attaque des chiens" en français). Ed Boon ayant comme avatar sur Twitter, un pitbull.
Il a dit que le jeu en ligne pour Mortal Kombat 9 serait une priorité, et en janvier 2010 une capture d'écran d'identification personnelle du compte PSN d'Ed Boon a été publié, ce qui laisse penser que les tests en ligne de Mortal Kombat 9 étaient en cours.
WB Games officialise le retour de Mortal Kombat le 10 juin 2010 en précisant que la sortie du jeu serait courant 2011. Le jeu comprendra un mode histoire "profond" ainsi que la possibilité de se battre en équipe ou encore de pouvoir coopérer dans un mode arcade habituellement réservé à un joueur.  Puis lors de la conférence de Sony à l'E3 2010, Mortal Kombat est annoncé compatible avec la technologie 3D.

## Promotion et éditions

### Promotion
Le 28 septembre 2010, afin d'assurer la promotion du jeu, la Warner Bros. Games ouvre un site officiel en anglais où l'on peut découvrir des petites biographies des personnages tel Scorpion, Sub-Zero, Mileena, Lui Kang, Shao Kahn et Raiden. Autre média utilisé : le site communautaire Twitter. Ed boon laisse lui-même des informations sur sa page personnelle (sous le pseudonyme noobde). Le 10 janvier 2011, de manière assez directe, il y demande aux fans leur ordre de préférence parmi ces six choix ; Rain, Shinnok, Kenshi, Robot Smoke, Tanya ou un personnage totalement nouveau, pour un éventuel contenu téléchargeable.
En plus des bandes-annonces de lancement, il apparaît des biographies sur des environnements propres à Mortal Kombat :
- Le 4 octobre 2010 sous le nom de Environment Bio #01 - The Pit[14] ;
- Le 12 novembre 2010 sous le nom de Environment Bio #02 - The Living Forest[15] ;
- Le 19 janvier 2011 sous le nom de Environment Bio #03 - The Dead Pool[16] ;
- Le 11 mars 2011 sous le nom de Environment Bio #04 - Kahn's Coliseum[17].

Mais aussi des biographies sur des personnages, toujours sous forme de vidéo : le 19 octobre pour Scorpion, le 12 novembre 2010 pour Sub-Zero, le 13 janvier 2011 pour Mileena, le 10 février 2011 pour Liu Kang, le 10 mars pour Raiden et le 7 avril 2011 pour Shang Tsung.
Le déroulement promotionnel ne s'est pas passé comme prévu pour le studio NetherRealm. Les informations sont diffusées au compte-goutte afin d'attiser un intérêt pour leur titre, que ce soit sur les sites communautaires (Twitter, Facebook) ou les sites/revues professionnels à qui, en général, on demande une mise sous embargo avant divulgation. Le 7 décembre 2010, profitant d'une mise à jour du site officiel, des internautes ont eu accès à des pistes audio divulgant plusieurs informations inconnues. Le 9 février 2011, d'autres informations sont révélées par un internaute qui était déjà l'auteur de fuites, vérifiées par la suite, sur Marvel vs. Capcom 3, un autre jeu de combat.
Toujours à des fins promotionnelles, les développeurs mettent à disposition le 8 mars 2011 une version de démonstration du jeu sur le PlayStation Plus, le service en ligne de la PlayStation 3 payant par abonnement. C'est à partir du 15 mars que la démo devient disponible sur le PlayStation Store (sans abonnement cette foi-ci). Cette démo jouable permet au joueur de se familiariser avec quatre personnages dans une des deux arènes symboliques proposées par les développeurs.
Publicité plutôt inhabituelle, la Warner Interactive décide d'inviter des participants triés sur le volet à un évènement sur le jeu vidéo Mortal Kombat. Ainsi un administrateur d'un forum de fan sur MK9 a reçu une invitation énigmatique à propos d'un Mortal Kombat Club. L'évènement se tenait secret dans une usine désaffectée. Goodies, Tournoi et mise en scène était au rendez-vous pour un petit comité de fans.

### Éditions
Le jeu propose un personnage bonus exclusif pour la version PS3 et PlayStation Vita : Kratos de la série God of War. Ce bonus est confirmé le 12 décembre 2010 aux Video Games Awards dans une courte bande-annonce.
Deux éditions spéciales sont proposées à la distribution, en plus de l'édition classique :
- L'édition « Kollector » comprenant le jeu, un artbook, des figurines de Scorpion et Sub-Zero (sous forme de serre-livre) ainsi que des coupons pour télécharger des costumes alternatifs dit « Klassiques ».
- L'édition « Ultimate » comprenant le jeu, un stick arcade aux couleurs du jeu et des contenus téléchargeables[22].
- Mortal Kombat: Komplete Edition est une version sortie en 2012 et qui inclut sur le disque la totalité des contenus téléchargeables du jeu.

L'édition « Kollector » européenne est légèrement différente de la version américaine. Elle comprend le jeu, une figurine où Scorpion violente Sub Zero, un steelbook, un artbook, un costume classique pour Ermac et un costume pour avatar.

## Contenus téléchargeables
Les premiers contenus sont des costumes (associés à des fatalites) dit classiques. Ils sont disponibles gratuitement pour toute pré-commande sur l'un des sites commerciaux en accord avec l'éditeur du jeu. Chaque site proposant qu'un seul type de costume. Les éditions spéciales contiennent aussi un code d'activation pour obtenir un costume alternatif. Le 22 juin 2011, un pack de six costumes classiques est proposé pour 5 euros sur les plates-formes de téléchargement.
Quatre personnages sont sortis en tant que DLCs : Kenshi, Skarlet (Lady in Red) (qui est disponible dans un pack qui contient aussi les Klassic Kostumes de Cyrax et Sektor) et Rain.
Le quatrième personnage n'est autre que le célèbre Freddy Krueger de la série Les Griffes de la nuit (dont l'apparence est celle qu'il a dans le film Freddy : Les Griffes de la nuit dans lequel il est incarné par l'acteur Jackie Earle Haley).

## Accueil

### Critiques
Le jeu a reçu de bonnes critiques de la part de la presse spécialisée. Il a été perçu comme un retour aux sources très correct.
Néanmoins, les doublages français du mode Histoire ont été rudement critiqués par bon nombre de testeurs professionnels et amateurs.

## Portage PS Vita
Un portage sur la PlayStation Vita (semblable a la version PS3) est disponible depuis le 3 mai 2012 en Europe et le 1er mai au Québec (et dans toute l'Amérique du Nord). Il comprend comme nouveautés des fatality à faire avec l'écran tactile et des défis avec l'écran tactile. De plus, cette version du jeu inclus toutes les options de Mortal Kombat: Komplete Edition sur la PlayStation 3 et comprend également des costumes exclusifs.

## Ventes
Le jeu a atteint les 3 millions d'exemplaires vendus, un record de vente pour la série. Il aurait ainsi remboursé à la Warner le rachat des studios Midway de Chicago et Seattle après la faillite de l'éditeur en février 2009,.